# 10元人民币
人民币10元，最早发行于1948年12月1日。目前流通的10元券依照汇率（2018年3月）可兑换1.58美元。
面值为10元的人民币在第一套至第五套人民币中均有发行，但由于第一套人民币与第二套人民币是以1:10000的比率进行的兑换，故第一套人民币中10元的币值与之后四套的10元券并不等值。

## 发行历史
10元人民币一共出现过十种版别，其中第一套人民币4种、第二套1种、第三套1种、第四套1种、第五套3种。

### 第一套人民币
第一套人民币10元券共发行有四个版本：
- 第一种发行于1948年12月1日，正面为灌田图和矿井图，浅绿色调；背面图案为花符，深绿色调。
- 第二种发行于1949年2月23日，正面为锯木和犁田图，黄色调；背面图案为花符，粉色调。
- 第三种发行于1949年5月25日，正面为火车站图，橙褐色调；背面图案为花符，橙褐色调。
- 第四种发行于1949年8月，正面为工人农民图，浅绿色调；背面图案为宝塔图，深绿色调。正面工农图的肖像原型是杨琦与翟英。杨琦是工人出身，翟英是农民出身，两人当时为同事关系，在华北印钞厂工作[2]。同样的图案也用在了50元券的一个版本上。

由于第一套人民币10元券发行时尚处于第二次国共内战时期，中华人民共和国并未正式成立，故钞票上仍旧同时采用公历纪年与民国纪年。
全部版本的10元券均在1955年5月10日停止流通。

### 第二套人民币
第二套人民币的10元券最初发行于1957年12月1日，正面主题为工农联盟，背面为国徽图案以及“中国人民银行拾圆”的汉（繁体）蒙藏维四种文字。纸币整体色调为灰黑色，钞纸带国徽固定水印。从尺寸上看，这一版本的10元券是所有人民币中尺寸最大的（210×85mm），所以有群众多次反映十元券票幅太大。这一版本的10元券一般被人成为“大黑土”、“大黑拾”、“工农图”、“大白边”。
由于中国在当时的防伪印刷能力不强，为防止国内外有人对货币进行伪造，这一券别连同1955年发行的3元券、1957年发行的5元券共三种大面额纸币委托由苏联代印。中苏交恶后，由于这三种券别的印版存放在苏联，同时新疆市场上发现了大量伪造的3元、5元和10元券人民币（编号不符合人民币发行规律），为避免发生意外，中国人民银行在1964年4月14日突然宣布，苏联印制的3元、5元、10元于4月15日起只收不付，一个月后停止收兑全部作废。
由于当时中国人民银行并未发行新的10元券，所以10元的面值从市面上消失了近两年。

### 第三套人民币
第三套人民币10元券发行于1966年1月10日，正面图景为人民代表走出大会堂，背面图景为国徽和天安门。钞票整体颜色为黑、红，采用正反双面凹印。钞纸水印为天安门固定水印。此版本自1996年3月1日开始只收不付，并于2000年7月1日停止流通。这一版本的10元券一般被人称为“大团结”。
由于这一版本的10元券流通时间较长，总发行量较大，故从冠号上可细分为3位罗马字+7位数字与2位罗马字+8位数字两个版本。

### 第四套人民币
第四套人民币10元券最初发行于1988年9月20日，正面图景为汉族、蒙古族人物头像，背面图景为珠穆朗玛峰，钞票整体为银白色调，钞纸为汉族人物头像固定水印。
目前仍有极少量的第四版人民币的10元券参与流通，但其数量仍在不断减少。2018年3月22日，中国人民银行发布公告，第四套10元人民币从2018年5月1日起停止流通。

### 第五套人民币
第五套人民币的10元券发行于2001年9月1日。正面图景为毛泽东头像，背面为长江三峡的瞿塘峡夔门，钞票整体呈蓝黑色。钞票正反面采用凹印技术，年号为1999年，钞纸带有玫瑰花固定水印。
2005年8月31日中国人民银行发行了2005年版第五套人民币的5元至100元券。新发行的10元券，图案与颜色与1999年版相同。纸币增加了凹印手感线等新的防伪技术。
2019年4月29日，中国人民银行宣布将于2019年8月30日发行2019年版第五套人民币的10元券，与2005版相比，其规格、主图案、主色调、“中国人民银行”行名、国徽、盲文面额标记、汉语拼音行名、民族文字等要素不变；提高了票面色彩鲜亮度，优化了票面结构层次与效果，提升了整体防伪性能，细节如下：
- 正面中部面额数字调整为光彩光变面额数字“10”；调整了中部装饰团花的样式；取消全息磁性开窗安全线
- 正面左下角胶印对印古钱币胶印对印图案调整为数字“10”；左侧增加装饰纹样；调整左侧横号码的样式
- 正面右侧增加动感光变镂空开窗安全线和竖号码；调整右侧毛泽东头像的样式；调整右上角面额数字“10”的样式并改为竖式；取消右侧凹印手感线；取消了票面右上角的隐形面额数字
- 背面调整主景三峡的样式；胶印对印图案的样式由古钱币图案改为数字“10”字样；调整面额数字“10”的样式；取消右下角局部防复印圆圈星座防伪技术图案；减少了票面左右两侧边部胶印图纹适当留白；年号改为“2019年”